# László Lázár
László Lázár (Sándorháza, (Zala megye), 1799 – Bucsuszentlászló, 1872. február 22.) ferences rendi szerzetes.

## Élete
1821-ben a Szent László-konventben lépett a rendbe; a bölcseletet Esztergomban hallgatta és a négyéves teológiai tanfolyamot elvégezve, 1823-ban Nagyszombatban miséspappá szentelték fel. Több évig mint magyar hitszónok működött ugyanott, egyszersmind a tanári pályára készült. 1828-tól Nyitrán a rendházban a bölcseletet adta elő, 1834-től pedig Pozsonyban a teológiát; 1842-ben Szombathelyt házfőnök volt. Innét Szentlászlóba tért vissza, ahol a novíciusokat tanította 1872-ben történt haláláig.

## Munkája
- Theologia moralis, quam proprio marte conscripsit ... Posonii, 1838